# Lobaria rhaphispora
Lobaria rhaphispora är en lavart som först beskrevs av C. Knight, och fick sitt nu gällande namn av Alexander Zahlbruckner. Lobaria rhaphispora ingår i släktet Lobaria och familjen Lobariaceae.   Inga underarter finns listade i Catalogue of Life.